# Carmen Yulín Cruz
Carmen Yulin Cruz Soto (sinh 25 tháng 2 năm 1963) là một chính trị gia người Mỹ. Bà hiện là thị trưởng của San Juan, Puerto Rico. Bà thuộc Đảng Dân chủ. Bà được Tạp chí Time bình chọn là 100 người ảnh hưởng nhất trên thế giới vào năm 2018.

## Tiểu sử
Bà sinh ngày 25 tháng 2 năm 1963, tại San Juan. Bà tốt nghiệp cử nhân khoa học chính trị tại Đại học Boston.

## Sự nghiệp
Năm 1992, bà trở về Puerto Rico và trở thành cố vấn cho thị trưởng San Juan (Sila María Calderón).
Ngày 6 tháng 11 năm 2012, bà được bầu làm Thị trưởng San Juan. Bà trở thành người phụ nữ thứ ba giữ chức vụ thị trưởng của San Juan, sau Felisa Rincón de Gautier và Sila Calderón